# دوري كرة القدم الألباني الدرجة الأولى 2000–01
دوري كرة القدم الألباني الدرجة الأولى 2000–01 هو موسم من دوري كرة القدم الألباني الدرجة الأولى ‏. فاز فيه بارتيزاني تيرانا.